# Synchlora gracilaria
Synchlora gracilaria là một loài bướm đêm trong họ Geometridae.